# CONCACAF League 2018
Die CONCACAF League 2018 war die zweite Spielzeit des Wettbewerbs für zentralamerikanische und karibische Vereinsmannschaften im Fußball. Das Turnier begann am 31. Juli 2018 mit dem Achtelfinale und endete mit den Finalspielen im Oktober 2018. Titelverteidiger CD Olimpia aus Honduras konnte sich nicht qualifizieren.
Sieger des Wettbewerbs wurde der costa-ricanische Verein CS Herediano, der sich im Finale gegen CD Motagua aus Honduras mit einem Gesamtergebnis von 3:2 durchsetzen konnte und sich so für die CONCACAF Champions League 2019 qualifizierte. Torschützenkönig wurde der Honduraner Román Castillo von CD Motagua mit 5 Toren.

## Modus
An der CONCACAF League 2018 nehmen 16 Mannschaften aus 8 Nationen teil. Der Wettbewerb wird im K.-o.-System ausgetragen. Angefangen vom Achtelfinale bis einschließlich des Finales wird jede Runde mit Hin- und Rückspiel gespielt. Bis einschließlich des Halbfinales wurde bei einem Unentschieden nach beiden Spielen die Auswärtstorregel angewendet und sollte dadurch kein Sieger ermittelt werden, kam es zum Elfmeterschießen; eine Verlängerung wurde nicht ausgespielt. Im Finale findet die Auswärtstorregel keine Anwendung, dafür wird – wenn nötig – eine Verlängerung ausgespielt.

## Teilnehmerfeld
Im Oktober 2016 hatte die FIFA den guatemaltekische Fußballverband wegen politischer Einmischung der Regierung suspendiert. Dadurch wurden alle Vereine aus Guatemala von der Teilnahme an internationalen Wettbewerben ausgeschlossen. Die CONCACAF hat daraufhin jeweils einen freigewordenen Platz an die Verbände aus Costa Rica und Panama vergeben. Für die CONCACAF League 2018 haben sich die folgenden 16 Mannschaften qualifiziert. 
| - Costa Rica (Primera División 2017/18) - Pérez Zeledón - CS Herediano - Santos de Guápiles - Panama (Liga Panameña de Fútbol 2017/18) - Unión Deportivo Universitario - CD Árabe Unido - Tauro FC - El Salvador (Primera Divisíon 2017/18) - Santa Tecla FC - CD FAS |  | - Honduras (Liga Nacional 2017/18) - Real España - CD Motagua - Nicaragua (Primera División 2017/18) - CD Walter Ferretti - Diriangén FC - Belize (Premier League of Belize 2017/18) - Belmopan Bandits |  | - Karibik (Caribbean Club Championship 2018) - Arnett Gardens FC - Portmore United FC - Club Franciscain |

## Achtelfinale
Die Hinspiele fanden vom 31. Juli. bis zum 2. August 2018 statt, die Rückspiele wurden vom 7. bis zum 9. August 2018 ausgetragen.
|                    | Gesamt          |                               | Hinspiel | Rückspiel |
| ------------------ | --------------- | ----------------------------- | -------- | --------- |
| Santos de Guápiles | 3:3 (6:7 i. E.) | Portmore United FC            | 1:2      | 1:2       |
| CD Motagua         | 3:0             | Belmopan Bandits              | 2:0      | 1:0       |
| Club Franciscain   | 1:1 (1:4 i. E.) | CD Walter Ferretti            | 1:0      | 0:1       |
| Tauro FC           | 2:1             | Real España                   | 1:0      | 1:1       |
| CD Árabe Unido     | 4:2             | Arnett Gardens FC             | 3:0      | 1:2       |
| CD FAS             | 3:2             | Pérez Zeledón                 | 2:1      | 1:1       |
| Diriangén FC       | 1:7             | Unión Deportivo Universitario | 0:4      | 1:3       |
| CS Herediano       | (a)2:2(a)       | Santa Tecla FC                | 1:0      | 1:2       |

## Viertelfinale
Die Hinspiele fanden vom 21. bis zum 23. August 2018 statt, die Rückspiele werden vom 28. bis zum 30. August 2018 ausgetragen.
|              | Gesamt |                               | Hinspiel | Rückspiel |
| ------------ | ------ | ----------------------------- | -------- | --------- |
| CD Motagua   | 5:2    | Portmore United FC            | 3:2      | 2:0       |
| Tauro FC     | 7:1    | CD Walter Ferretti            | 3:1      | 4:0       |
| CD FAS       | 1:4    | CD Árabe Unido                | 0:1      | 1:3       |
| CS Herediano | 5:1    | Unión Deportivo Universitario | 3:0      | 2:1       |

## Halbfinale
Die Hinspiele fanden am 20. September 2018 statt, die Rückspiele wurden am 27. September 2018 ausgetragen.
|              | Gesamt |                | Hinspiel | Rückspiel |
| ------------ | ------ | -------------- | -------- | --------- |
| Tauro FC     | 2:3    | CD Motagua     | 2:1      | 0:2       |
| CS Herediano | 2:1    | CD Árabe Unido | 2:0      | 0:1       |

## Finale
Das Hinspiel fand am 25. Oktober 2018 statt, das Rückspiel wurde am 1. November 2018 ausgetragen.
|              | Gesamt |            | Hinspiel | Rückspiel |
| ------------ | ------ | ---------- | -------- | --------- |
| CS Herediano | 3:2    | CD Motagua | 2:0      | 1:2       |